# Kyšperk (hrad, okres Teplice)
Kyšperk (též Geiersberg či Supí hora) je zřícenina hradu nad Unčínem v okrese Teplice. Nachází se v Krušných horách na výběžku Supí hory v nadmořské výšce okolo 450 metrů. Hrad byl založen nejspíše na počátku čtrnáctého století. Koncem husitských válek byl dobyt husity, a stal se sídlem kyšperské větvě pánů z Vřesovic. Roku 1526 vyhořel a po požáru již nebyl obnoven. Zbytky hradu jsou chráněné jako kulturní památka České republiky.

## Historie

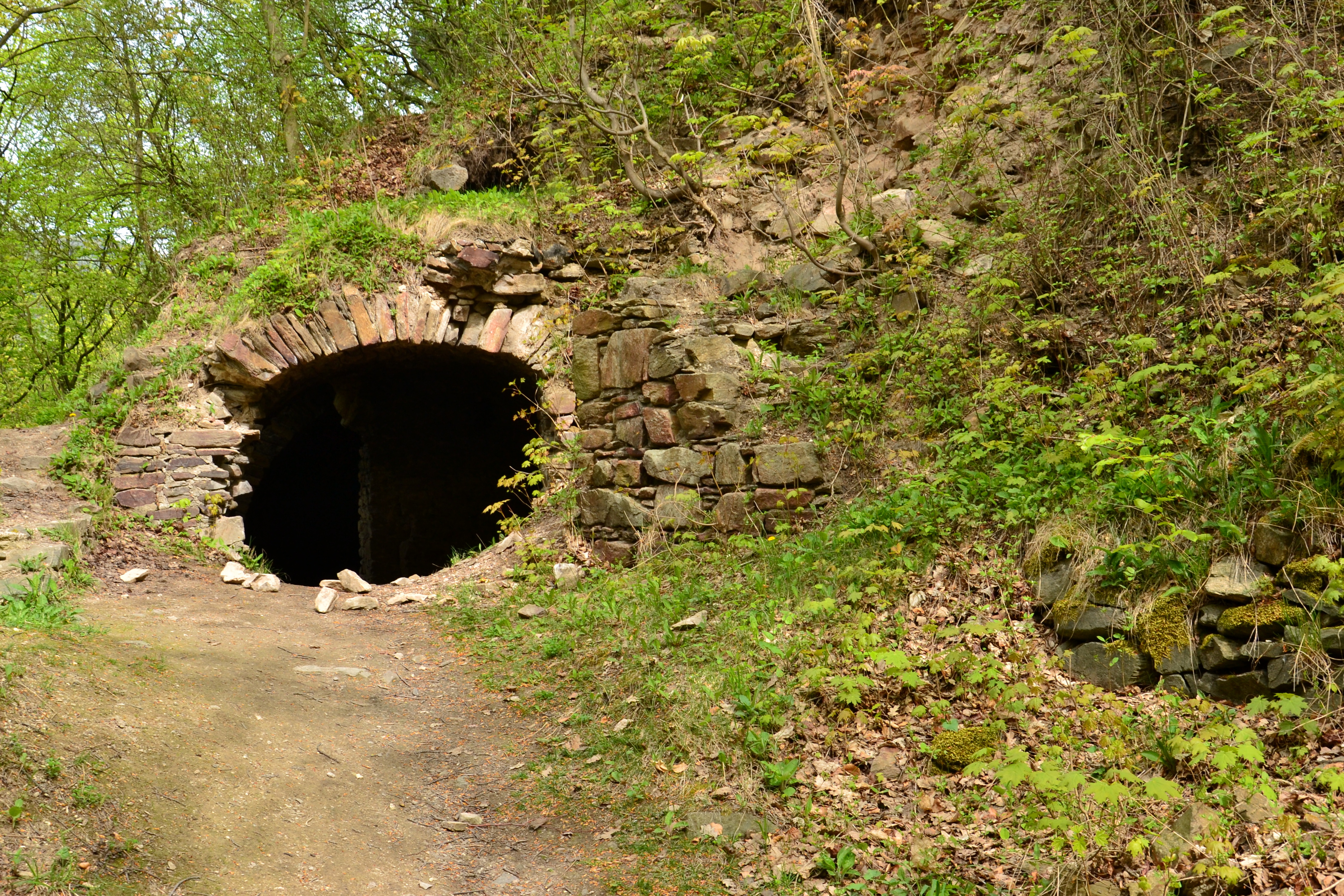
Klenba suterénu severní obytné věže

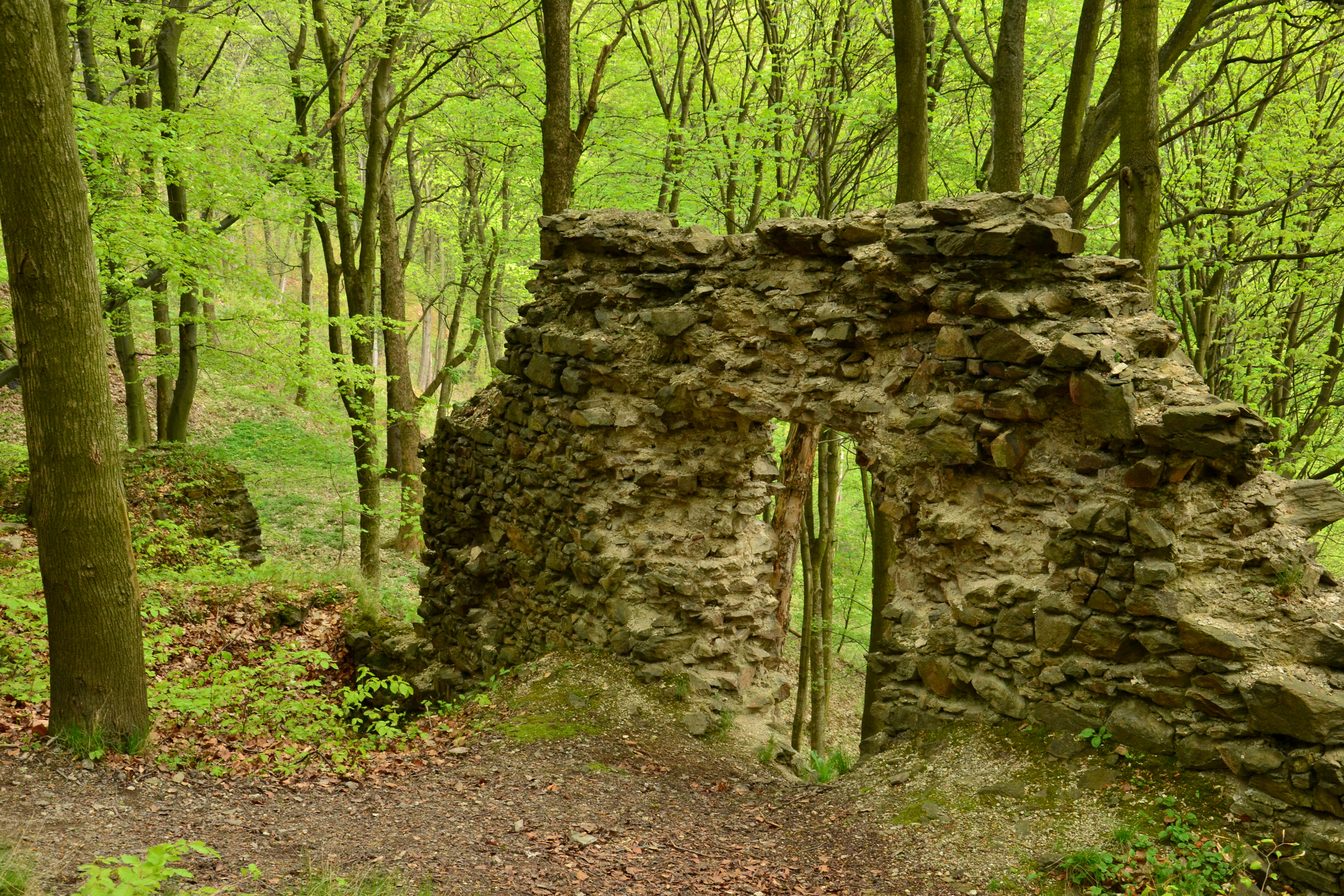
Zeď budovy na severovýchodní straně pod hradním jádrem

Zakladatelem hradu byl na počátku čtrnáctého století buď přímo král Jan Lucemburský, nebo Ota z Bergova, kterého panovník stavbou pověřil a vzápětí mu jej udělil v léno. Podobný způsob založení hradu král použil u Střekova nebo Kamýku. První písemná zmínka o hradu pochází z roku 1319, kdy se nacházel v držení Oty z Bergova a řešil se zde spor mezi Heřmanem ze Šumburka a Borešem z Oseka. K hradnímu panství v té době patřily vesnice Sobědruhy, Maršov, Unčín a později také Tuchomyšl, Modlany, Soběchleby, Hostovice, Lochočice a Habří.
Když Ota z Bergova od krále v roce 1327 získal Bílinu, prodal Kyšperk roku 1334 biskupovi Janovi z Dražic. Nový majitel hrad přejmenoval na Biskupskou horu, ale název se neujal. Za Arnošta z Pardubic byl na Kyšperku purkrabím Bořita ze Rvenic, který za arcibiskupa vedl ozbrojený konflikt s míšeňským purkrabím Menhartem. Po urovnání sporu v roce 1345 byl purkrabím jmenován Kuník z Hostyně.
Jan z Jenštejna nechal nákladem 1500 kop grošů hrad rozšířit o kapli a velkou obytnou věž, které z hradu učinily sídlo odpovídající arcibiskupským nárokům. Přestože Jan z Jenštejna raději pobýval v Roudnici a na Helfenburku, během svého sporu s králem Václavem IV. se raději ukryl právě na Kyšperku. Za arcibiskupa Konráda z Vechty byl od roku 1415 kyšperským purkrabím Rydkéř z Polenska, kterému arcibiskup se souhlasem krále Zikmunda hrad zastavil.
Během husitských válek proběhla roku 1426 bitva u Ústí nad Labem. Prchající oddíly Kateřiny Míšeňské se pokusily uniknout průsmykem u Kyšperka a Krupky, ale v důsledku zranění a vyčerpání z horka v blízkosti hradu zemřelo asi tři sta bojovníků. Hrad v té době patřil k oporám severočeské katolické šlechty. Husitské vojsko se ho pokusilo neúspěšně dobýt roku 1428 a v roce 1430 na něj nejspíše znovu neúspěšně zaútočil Jakoubek z Vřesovic. Přestože se mu dobýt hrad podařilo pravděpodobně až roku 1433, psal se již v roce 1430 sezením na Kyšperku (Jacubco de Wrzesowycz residens in Kuspurk).
Již roku 1440 se stal spolumajitelem hradu Jakoubkův syn Jan z Vřesovic. Z jeho synů připadl Kyšperk Jarošovi, který se stal zakladatelem rodové větve Kyšperských z Vřesovic. Z jeho synů po něm hrad drželi Václav a později Albrecht, který na hradě prostavěl 500 českých grošů. Král Vladislav Jagellonský mu proto povolil tuto sumu připočíst k částce, za kterou měl být hrad případně vyplacen. Kromě toho mu povolil na kyšperském panství výstavbu rybníků. Albrecht Kyšperský z Vřesovic hrad asi v roce 1522 prodal Janu Glacovi ze Starého Dvora, ale je možné, že spolumajitelem se stal i Janův bratr Zikmund. Za nich hrad roku 1526 vyhořel. Jan Glac přesídlil na pohodlnější tvrz v Soběchlebech a hrad již nebyl obnoven.

## Stavební podoba
Trojdílný hrad zaujal protáhlý vrchol ostrožny. Od zbylé části vrchu ho odděluje široký příkop, který od vlastního hradu odděloval samostatně stojící okrouhlou věž pravděpodobně ze druhé poloviny patnáctého století. Od příkopu přístupová cesta stoupala opevněným úbočím, až vstoupila čtverhrannou věžovitou branou do předhradí. Z brány se dochovaly jen nízké terénní relikty. Předhradí bylo na jižní straně ukončeno obloukově vedenou zdí. Od hradního jádra bylo odděleno zaniklou hradbou. V místech, kde předhradí přecházelo do hradního jádra, nechal Jan z Jenštejna na východní straně hradu vystavět velkou obytnou věž. V hradním jádře na skále nad příkopem původně stála zřejmě další obytná věž, ze které zbylo pouze přízemí a valeně zaklenutý suterén. Věž byla doplněna dalšími obytnými stavbami. Poloha písemnými prameny doložené kaple není známá.

## Galerie

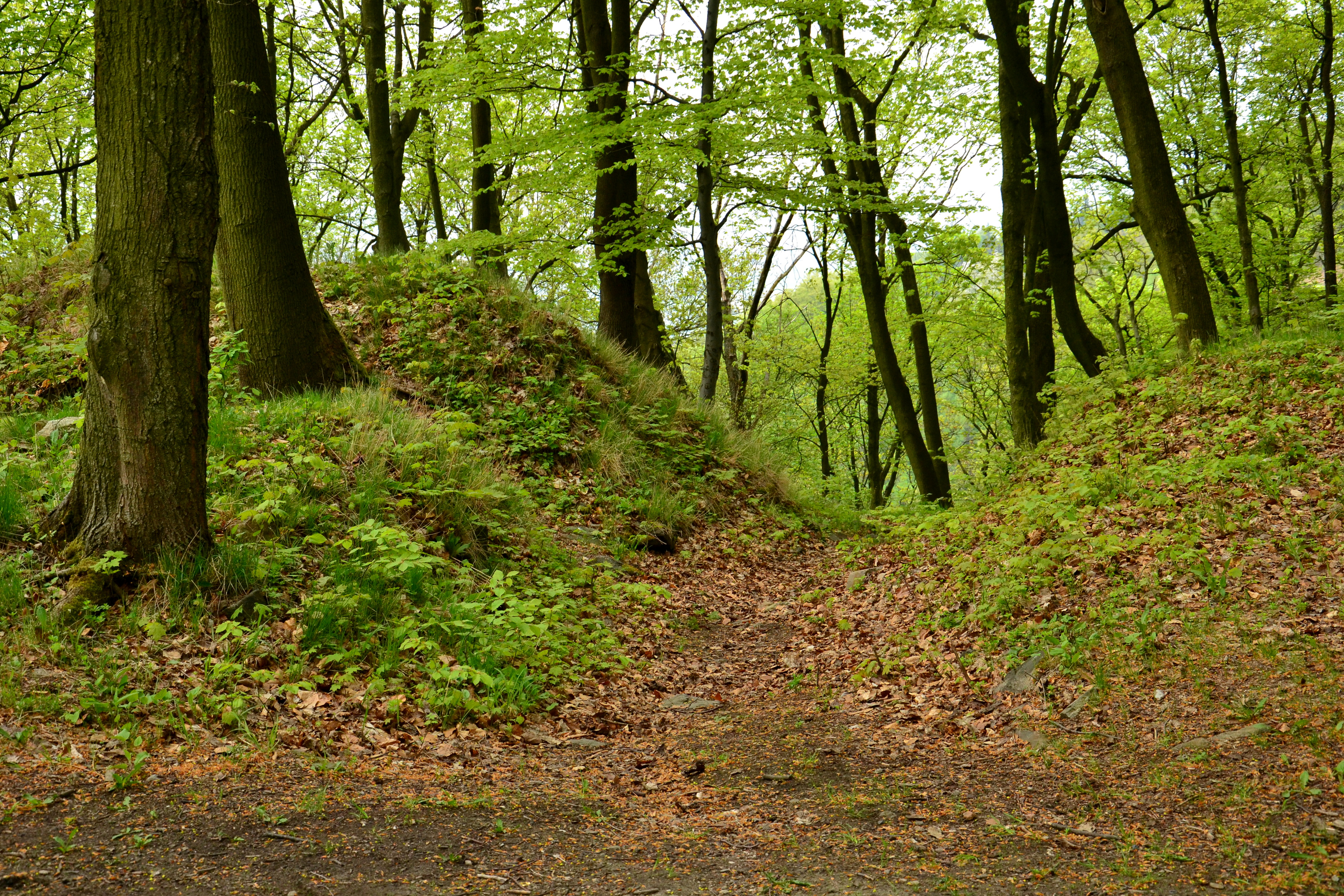
Místo, kde stávala brána do předhradí
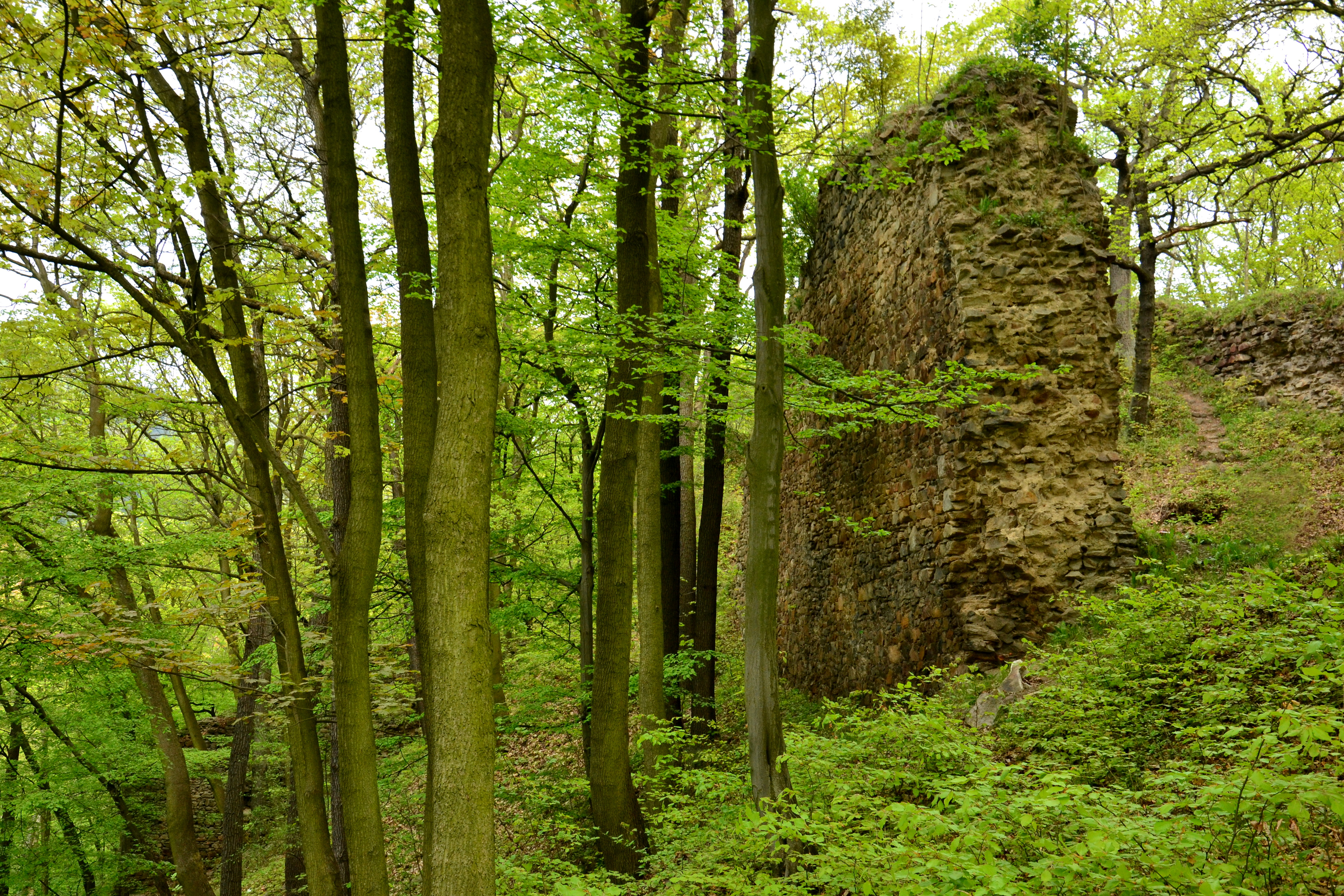
Západní hradba hradního jádra
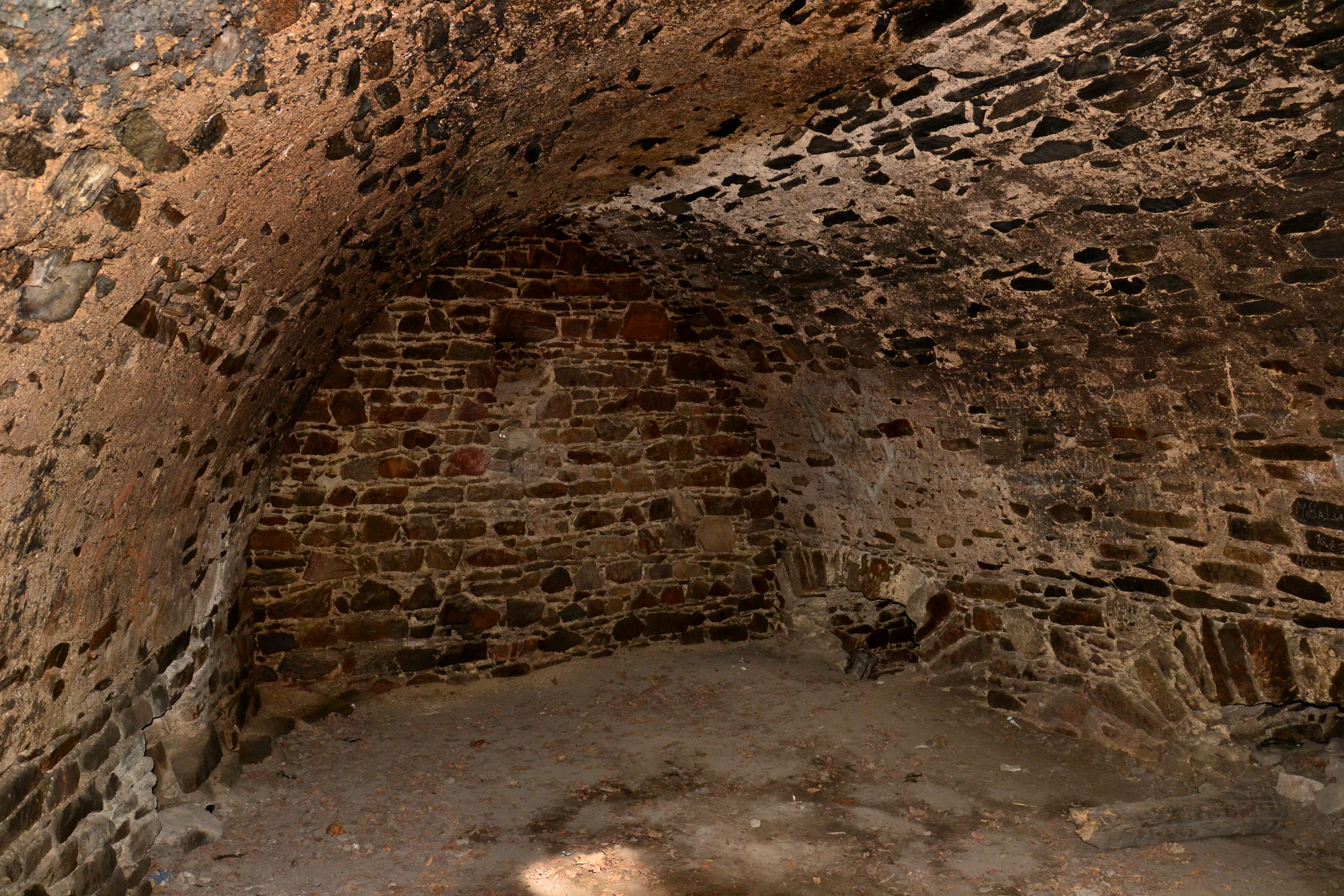
Interiér suterénu severní obytné věže
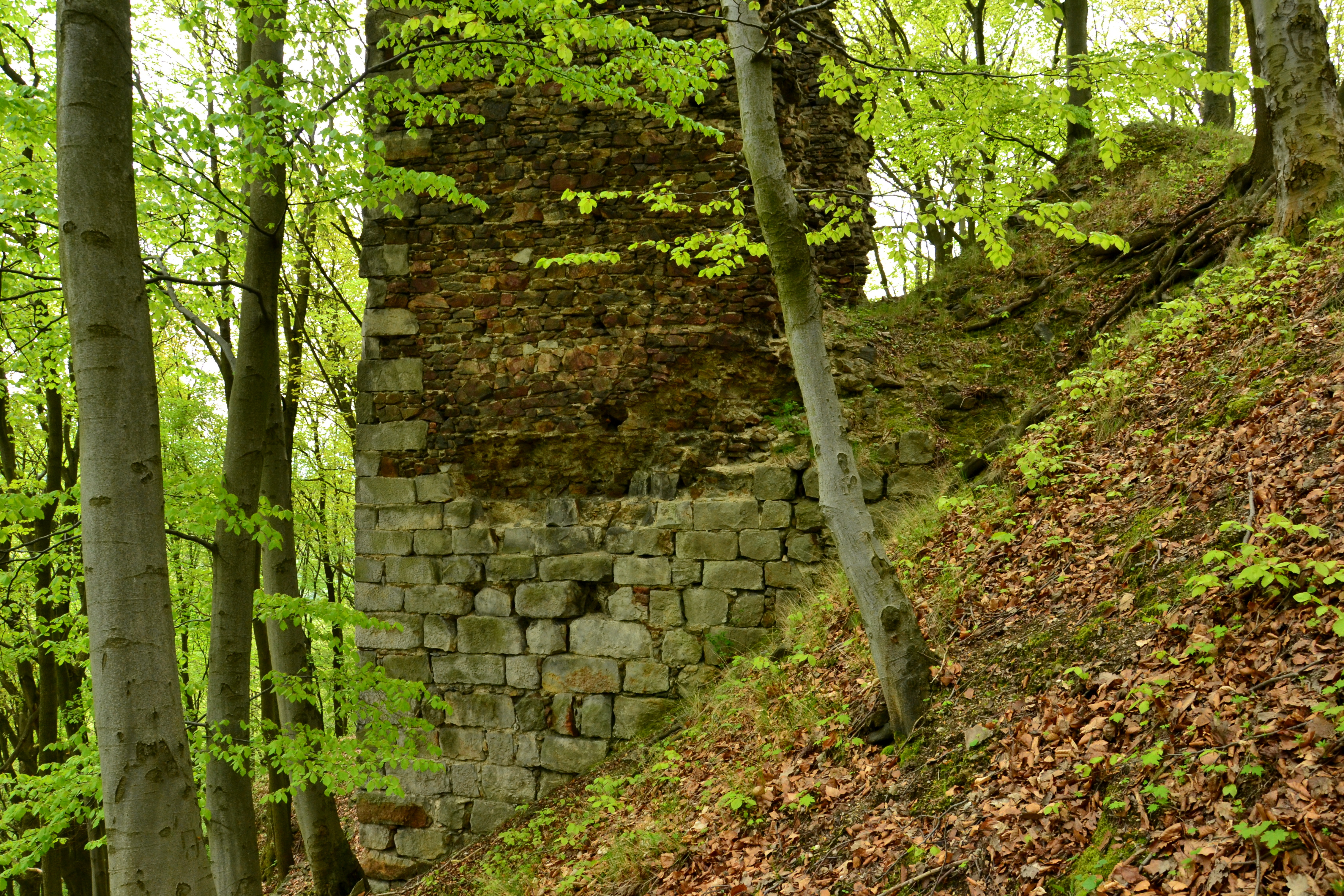
Spodní část východní obytné věže postavené za Jana z Jenštejna
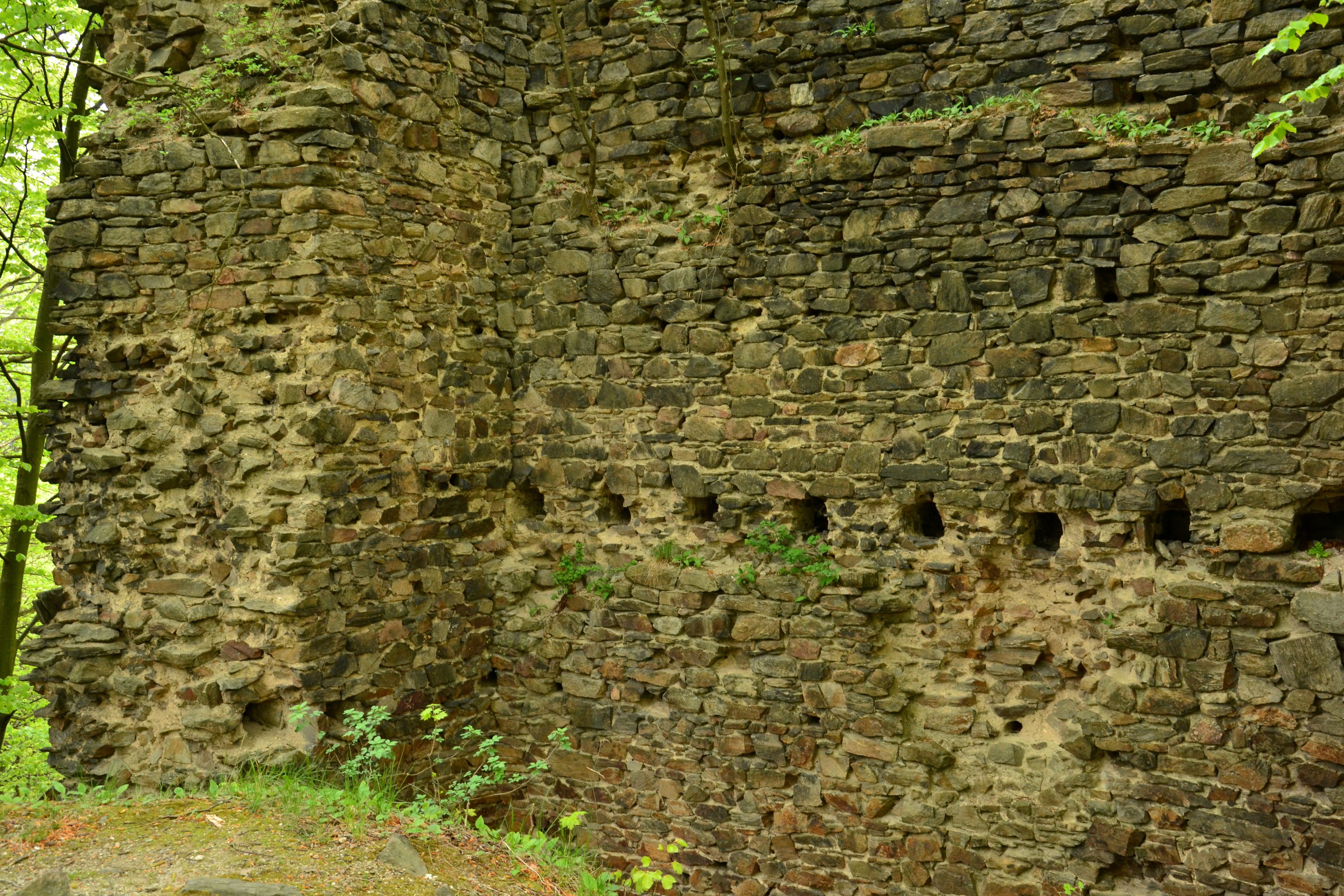
Interiér východní obytné věže